# Conotyla pectinata
Conotyla pectinata är en mångfotingart som beskrevs av Ottis Robert Causey 1952. Conotyla pectinata ingår i släktet Conotyla och familjen Conotylidae. Inga underarter finns listade i Catalogue of Life.